# Алзет
Алзет (на френски: Alzette, на люксембургски: Uelzecht, на немски: Alzig) е европейска река с дължина 73 km, която тече през териториите на Франция и Люксембург. Десен приток е на река Зауер.
Извира от Тил край град Вилерупт във френския департамент Мьорт е Мозел. След няколко километра пресича границата между Франция и Люксембург. При Ламешмилен (край Бергем) в река Алзет се влива реката Мес. На люксембургска територия реката протича през градовете Еш сюр Алзет, град Люксембург и Мерш, и се влива в Зауер при Етелбрук.
Самата река Зауер е приток на река Мозел.
|  | Тази страница частично или изцяло представлява превод на страницата Alzette в Уикипедия на английски. Оригиналният текст, както и този превод, са защитени от Лиценза „Криейтив Комънс – Признание – Споделяне на споделеното“, а за съдържание, създадено преди юни 2009 година – от Лиценза за свободна документация на ГНУ. Прегледайте историята на редакциите на оригиналната страница, както и на преводната страница, за да видите списъка на съавторите. ВАЖНО: Този шаблон се отнася единствено до авторските права върху съдържанието на статията. Добавянето му не отменя изискването да се посочват конкретни източници на твърденията, които да бъдат благонадеждни. |